# Unione Sportiva Alessandria Calcio 1912 2005-2006
Questa voce raccoglie le informazioni riguardanti l'Unione Sportiva Alessandria Calcio 1912 nelle competizioni ufficiali della stagione 2005-2006.

## Stagione
Sfumato l'acquisto da parte del presidente della Valenzana Omodeo per l'insediamento alla dirigenza di una cordata guidata dall'imprenditore Gianni Bianchi, l'Alessandria, nell'ambiguo ruolo di neopromossa all'esordio in D chiamata a lottare per i vertici, non andò oltre un'anonima posizione di metà classifica, rinviando così il sospirato ritorno nelle categorie professionistiche. Già dalle prime battute del torneo la squadra mostrò di non poter impensierire le capolista, e a decreterare quest'insuccesso furono in particolare le deludenti prestazioni di alcuni degli acquisti più prestigiosi della campagna acquisti estiva. I risultati sotto le aspettative portarono alle dimissioni (in un primo tempo ritirate) e poi all'esonero dell'allenatore Nicolini, sostituito dall'ex Pro Vercelli Fabrizio Viassi, alla cessione di alcuni elementi e all'innesto di altri.
Ormai compromessa la situazione in campionato, con la dirigenza già al lavoro sulla stagione successiva, dopo le dimissioni di Viassi la squadra chiuse il campionato guidata dal secondo allenatore Della Bianchina, sfiorando l'accesso ai play-off grazie ai gol dell'attaccante Lorieri; l'Alessandria terminò dunque all'ottavo posto un campionato non particolarmente entusiasmante.

## Divise e sponsor
Il fornitore ufficiale di materiale tecnico per la stagione 2005-06 fu Look Sport, mentre gli sponsor di maglia furono Happy Tour e, a partire da febbraio 2006, Cassa di Risparmio di Alessandria.

## Organigramma societario
Area direttiva
- Presidente: Gianni Bianchi
- Consiglieri: Roberto Barabino, Giampiero Cozzo, Gianluca Garbi, Mauro Minardi

Area organizzativa
- Direttore generale: Michele Padovano
- Segretario generale: Vittorio Berago
- Segretario sportivo: Emiliano Vaccari
- Addetto all'arbitro: Gianni Tagliafico

Area tecnica
- Direttore sportivo: Vittorio Berago, poi Enrico Ferrero
- Allenatore: Enrico Nicolini, poi dal 13 ottobre Fabrizio Viassi, poi dall'8 febbraio Mauro Della Bianchina
- Allenatore in 2ª: Mauro Della Bianchina
- Preparatore dei portieri: Sabino Oliva
- Preparatore atletico: Luigi Putrino, poi Andrea Bocchio
- Magazziniere: Giancarlo Zanaboni

Area sanitaria
- Medico sociale: Piero Gatto
- Massaggiatore: Virginio Bogliolo

## Rosa
| N. |                    | Ruolo | Calciatore                   |
| -- | ------------------ | ----- | ---------------------------- |
|    | Italia (bandiera)  | P     | Paolo Corradini              |
|    | Italia (bandiera)  | P     | Francesco Teti               |
|    | Italia (bandiera)  | D     | Niccolò Bambi                |
|    | Italia (bandiera)  | D     | Marco Bellomia               |
|    | Italia (bandiera)  | D     | Renzo Birarda                |
|    | Camerun (bandiera) | D     | Landry Merlin Boyomo         |
|    | Brasile (bandiera) | D     | Bruno Cabrerizo              |
|    | Italia (bandiera)  | D     | Antonio Grillo               |
|    | Italia (bandiera)  | D     | Rinaldo Lispi                |
|    | Italia (bandiera)  | D     | Christian Marcat             |
|    | Italia (bandiera)  | D     | Andrea Marrazza              |
|    | Italia (bandiera)  | D     | Daniel Moro                  |
|    | Italia (bandiera)  | D     | Maurizio Ragnoli             |
|    | Italia (bandiera)  | D     | Gabriele Spinelli (capitano) |
|    | Italia (bandiera)  | C     | Edoardo Albrieux             |
|    | Italia (bandiera)  | C     | Pasquale Auriemma            |

| N. |                   | Ruolo | Calciatore         |
| -- | ----------------- | ----- | ------------------ |
|    | Italia (bandiera) | C     | Paolo Bonforte     |
|    | Italia (bandiera) | C     | Roberto Gemmi      |
|    | Italia (bandiera) | C     | Moreno Longo       |
|    | Italia (bandiera) | C     | Alessandro Manetti |
|    | Italia (bandiera) | C     | Mirko Martucci     |
|    | Italia (bandiera) | C     | Nicolò Munari      |
|    | Italia (bandiera) | C     | Fabio Ribecco      |
|    | Italia (bandiera) | C     | Matteo Spinacorona |
|    | Italia (bandiera) | C     | Damiano Viscomi    |
|    | Italia (bandiera) | A     | Andrea Cecchini    |
|    | Italia (bandiera) | A     | Nicola Lenzoni     |
|    | Italia (bandiera) | A     | Marco Marzocchella |
|    | Italia (bandiera) | A     | Orazio Millesi     |
|    | Italia (bandiera) | A     | Marco Montante     |
|    | Italia (bandiera) | A     | Marco Spilli       |

## Risultati

### Serie D

#### Girone d'andata
| Arbitro: | Bricoli (Parma) |

|            |           |                     |
| Camoni 63’ | Marcatori | 37’ (rig.) Cecchini |

| Arbitro: | M. Russo (Milano) |

|             |           |             |
| Lenzoni 63’ | Marcatori | 62’ Pirillo |

| Arbitro: | Perisan (Udine) |

|                               |           |              |
| Spinelli 2’ Montante 49’, 87’ | Marcatori | 60’ Spartera |

| Arbitro: | Benassi (Bologna) |

|                                     |           |                     |
| Baldini 26’ Curti 51’ Ardizzone 58’ | Marcatori | 65’ (rig.) Cecchini |

| Arbitro: | Bietolini (Firenze) |

|                                 |           |                           |
| Cecchini 72’ (rig.) Lenzoni 90’ | Marcatori | 18’ Tarallo 25’ Spampatti |

| Arbitro: | Bietolini (Firenze) |

|             |           |                   |
| Bessone 90’ | Marcatori | 40’ (rig.) Spilli |

| Arbitro: | Lavagnini (Viareggio) |

|              |           |  |
| Montante 59’ | Marcatori |  |

| Arbitro: | Bellè (Reggio Calabria) |

|                                       |           |                          |
| Bortolotto 45’ Lepore 76’ Troiano 89’ | Marcatori | 39’ Spinelli 90’ Millesi |

| Arbitro: | Aureliano (Bologna) |

|              |           |             |
| Montante 45’ | Marcatori | 10’ Lazzaro |

| Arbitro: | Maiolani (Lugo di Romagna) |

|                   |           |              |
| Bisesi 73’ (rig.) | Marcatori | 55’ Montante |

| Arbitro: | Fiamingo (Pisa) |

|            |           |             |
| Millesi 5’ | Marcatori | 58’ Orocini |

| Arbitro: | Vanoli (Novara) |

|  |           |              |
|  | Marcatori | 83’ Martucci |

| Arbitro: | Spina (Acireale) |

|  |           |                                        |
|  | Marcatori | 2’, 45’ Millesi 8’ Montante 23’ Marcat |

| Arbitro: | Sirchia (Genova) |

|  |           |          |
|  | Marcatori | 62’ Rota |

| Arbitro: | De Faveri (San Donà di Piave) |

|                          |           |                                     |
| Martucci 59’ Lorieri 87’ | Marcatori | 32’ (rig.) Pastorino 58’ Baudinelli |

| Arbitro: | Andolfi (Chiari) |

|                |           |             |
| Pieraccini 42’ | Marcatori | 78’ Millesi |

| Arbitro: | Mancassola (Legnago) |

|             |           |            |
| Lorieri 29’ | Marcatori | 7’ Fossati |

#### Girone di ritorno
| Arbitro: | S. Natali (Firenze) |

|                                         |           |                                 |
| Lorieri 18’ Munari 28’ Marzocchella 70’ | Marcatori | 32’ (rig.) Ferragina 45’ Camoni |

| Arbitro: | Salviati (Venezia) |

|                                 |           |                  |
| Santoro 62’ (rig.) Spartera 64’ | Marcatori | 45’, 46’ Lorieri |

| Arbitro: | Fierri (Potenza) |

|            |           |             |
| Musati 31’ | Marcatori | 24’ Lorieri |

| Arbitro: | Giallanza (Catania) |

|                            |           |                        |
| Tarallo 4’, 42’ Pelati 84’ | Marcatori | 9’ Millesi 48’ Lorieri |

| Arbitro: | Colasanti (Grosseto) |

|                                         |           |                            |
| Millesi 3’ Ragnoli 10’ Lorieri 49’, 78’ | Marcatori | 54’ M. Bessone 70’ Caserio |

| Arbitro: | Ferri (Faenza) |

|                  |           |                  |
| Marzocchella 42’ | Marcatori | 86’ (rig.) Curti |

| Arbitro: | Chericoni (Pisa) |

|                      |           |              |
| Grabinski 35’ (rig.) | Marcatori | 36’ Martucci |

| Arbitro: | Irrati (Pistoia) |

|                    |           |                    |
| Millesi 76’ (rig.) | Marcatori | 42’ (rig.) Corallo |

| Arbitro: | Quartarone (Messina) |

|                  |           |  |
| Lazzaro 47’, 51’ | Marcatori |  |

| Arbitro: | Vitulano (Livorno) |

|                                     |           |  |
| Viscomi 26’ Montante 69’ Munari 77’ | Marcatori |  |

| Arbitro: | Terzo (Palermo) |

|                     |           |                    |
| Spinelli 22’ (rig.) | Marcatori | 20’ (rig.) Lorieri |

| Alessandria 26 marzo 2006, ore 15:00 UTC+1 29ª giornata | Alessandria          | 0 – 0 | Giaveno | Stadio Giuseppe Moccagatta (750 spett.)\| Arbitro: \| Gaiardelli (Bolzano) \| |
| Arbitro:                                                | Gaiardelli (Bolzano) |       |         |                                                                               |

| Arbitro: | Giannotta (Brindisi) |

|  |           |                         |
|  | Marcatori | 33’ Viscomi 40’ Lorieri |

| Arbitro: | Intagliata (Siracusa) |

|                                                                                        |           |  |
| Millesi 5’, 22’ (rig.) Lorieri 16’, 47’ (rig.), 57’ Marzocchella 35’, 83’ Montante 88’ | Marcatori |  |

| Arbitro: | Di Pilato (Bergamo) |

|                                          |           |                          |
| Del Signore 24’ Parisi 40’ Bergantin 52’ | Marcatori | 10’ Martucci 57’ Millesi |

| Arbitro: | Bricoli (Parma) |

|                                                      |           |  |
| Martucci 2’ Lorieri 8’, 47’ Millesi 63’ Montante 66’ | Marcatori |  |

| Arbitro: | Todaro (Palermo) |

|  |           |             |
|  | Marcatori | 59’ Millesi |

### Coppa Italia Serie D

#### Primo turno
| Arbitro: | Aureliano (Bologna) |

|                                 |           |              |
| Gervasoni 39’ Daldosso 61’, 90’ | Marcatori | 87’ Cecchini |

| Arbitro: | Tidona (Torino) |

|  |           |              |
|  | Marcatori | 20’ Malventi |

## Statistiche

### Statistiche di squadra
| Competizione         | Punti | In casa | In casa | In casa | In casa | In casa | In casa | In trasferta | In trasferta | In trasferta | In trasferta | In trasferta | In trasferta | Totale | Totale | Totale | Totale | Totale | Totale | DR  |
| Competizione         | Punti | G       | V       | N       | P       | Gf      | Gs      | G            | V            | N            | P            | Gf           | Gs           | G      | V      | N      | P      | Gf     | Gs     | DR  |
| -------------------- | ----- | ------- | ------- | ------- | ------- | ------- | ------- | ------------ | ------------ | ------------ | ------------ | ------------ | ------------ | ------ | ------ | ------ | ------ | ------ | ------ | --- |
| Serie D              | 50    | 17      | 7       | 9       | 1       | 37      | 16      | 17           | 4            | 8            | 5            | 24           | 23           | 34     | 11     | 17     | 6      | 61     | 39     | -18 |
| Coppa Italia Serie D |       | 1       | 0       | 0       | 1       | 0       | 1       | 1            | 0            | 0            | 1            | 1            | 3            | 2      | 0      | 0      | 2      | 1      | 4      | -3  |
| Totale               |       | 18      | 7       | 9       | 2       | 37      | 17      | 18           | 4            | 8            | 6            | 25           | 26           | 36     | 11     | 17     | 8      | 62     | 43     | +19 |

### Statistiche dei giocatori
| Giocatore       | Serie D  | Serie D | Coppa Italia | Coppa Italia | Totale   | Totale |
| Giocatore       | Presenze | Reti    | Presenze     | Reti         | Presenze | Reti   |
| --------------- | -------- | ------- | ------------ | ------------ | -------- | ------ |
| E. Albrieux     | 23       | 0       | -            | -            | 23       | 0      |
| P. Auriemma     | 1        | 0       | 2            | 0            | 3        | 0      |
| N. Bambi        | 2        | 0       | -            | -            | 2        | 0      |
| M. Bellomia     | 2        | 0       | 2            | 0            | 4        | 0      |
| R. Birarda      | 5        | 0       | 2            | 0            | 7        | 0      |
| P. Bonforte     | 1        | 0       | 1            | 0            | 2        | 0      |
| L. Boyomo       | 14       | 0       | -            | -            | 14       | 0      |
| B. Cabrerizo    | 6        | 0       | -            | -            | 6        | 0      |
| A. Cecchini     | 9        | 3       | 2            | 1            | 11       | 4      |
| P. Corradino    | 7        | -8      | 2            | -4           | 9        | -12    |
| Costantino      | -        | -       | 1            | 0            | 1        | 0      |
| R. Gemmi        | 31       | 0       | -            | -            | 31       | 0      |
| A. Grillo       | 30       | 0       | 1            | 0            | 31       | 0      |
| N. Lenzoni      | 7        | 2       | 2            | 0            | 9        | 2      |
| R. Lispi        | 7        | 0       | -            | -            | 7        | 0      |
| M. Longo        | 17       | 0       | -            | -            | 17       | 0      |
| F. Lorieri      | 20       | 16      | -            | -            | 20       | 16     |
| A. Manetti      | 12       | 0       | -            | -            | 12       | 0      |
| C. Marcat       | 18       | 1       | 2            | 0            | 20       | 1      |
| A. Marrazza     | 27       | 0       | 2            | 0            | 29       | 0      |
| M. Martucci     | 23       | 5       | -            | -            | 23       | 5      |
| M. Marzocchella | 14       | 4       | -            | -            | 14       | 4      |
| O. Millesi      | 27       | 13      | 2            | 0            | 29       | 13     |
| M. Montante     | 28       | 9       | -            | -            | 28       | 9      |
| D. Moro         | 2        | 0       | -            | -            | 2        | 0      |
| N. Munari       | 31       | 2       | 1            | 0            | 32       | 2      |
| M. Ragnoli      | 15       | 1       | -            | -            | 15       | 1      |
| F. Ribecco      | -        | -       | 1            | 0            | 1        | 0      |
| M. Spilli       | 7        | 1       | 1            | 0            | 8        | 1      |
| M. Spinacorona  | 6        | 0       | -            | -            | 6        | 0      |
| G. Spinelli     | 10       | 2       | 2            | 0            | 12       | 2      |
| F. Teti         | 27       | -31     | -            | -            | 27       | -31    |
| D. Viscomi      | 32       | 2       | 1            | 0            | 33       | 2      |